# Andreas (médico)
Andreas (en griego: Ἀνδρέας) fue un médico griego que asistió al rey Ptolomeo IV (222-205 a. C.) y fue muerto mientras esperaba al rey poco antes de la batalla de Rafia (217 a. C.) por Teódoto de Etolia, que entró a la tienda con el objetivo de asesinar al rey. Escribió algunos tratados de medicina que no se conservan más que en algunos extractos. Su tratado sobre la hidrofobia es mencionado bajo el nombre de Κυνόλυσσος. Otro trabajo es De la medicina genealógica Περὶ τῆς Ἰατρικῆς Γενεαλογίας .